# پروین کاکس
پروین عالی‌پور کاکس (زاده ۱۳۲۷ – درگذشته ۱ بهمن ۱۳۹۹ - ۷۲ سال) خواننده آواز بختیاری بود.

## زندگینامه
پدرش به دلیل اشتغال در شرکت نفت به همراه خانواده به اهواز مهاجرت کرد و پروین در آن شهر به دنیا آمد. در هفده‌سالگی به رادیو اهواز دعوت شد و نخستین صفحه ترانه شیرعلی مردان با صدای او ضبط شد که شهرت او را به همراه داشت. بعد از انقلاب و از آن‌جا که خوانندگی زنان ممنوع شد او به بریتانیا مهاجرت کرد. در انگلستان ازدواج کرد و نام خانوادگی شوهرش "کاکس" را برگزید. از صدای پروین کاکس در بسیاری از آثار برجسته موسیقی و موسیقی فیلم جهان استفاده شده است.
کاکس ۱ بهمن ۱۳۹۹ در سن هفتاد و دوسالگی در لندن درگذشت.

## فعالیت حرفه‌ای
شروع فعالیت هنری او از سن ۱۳ سالگی در رادیو اهواز بود و در ۱۷ سالگی ترانه شیرعلیمردون را روی صفحه برد. پروین عالی‌پور سابقاً در رادیو اهواز به اجرای برنامه خصوصاً آوازهای بختیاری می‌پرداخت. او سپس به لندن رفت و به عنوان خواننده آزاد به همکاری با آهنگ‌سازان مختلف پرداخت. از آن جمله است همکاری با جوسلین پوک در آلبوم‌های Untold Things و موسیقی فیلم Habitación En Roma، همکاری با داریو ماریانلی در موسیقی فیلم Agora، همکاری با مجید انتظامی در موسیقی فیلم «جایی برای زندگی» و همچنین «سوئیت سمفونی نانو» و هم‌چنین همکاری با آریا عظیمی‌نژاد در موسیقی فیلم «چند کیلو خرما برای مراسم تدفین» و همکاری با ورنر هرتزوگ کارگردان آلمانی در موسیقی فیلم Pilgrimage و همین‌طور هم‌کاری‌هایی با سازمان پزشکان بدون مرز و سازمان عفو بین‌الملل می‌باشد.